# District de Anh Sơn
Anh Sơn est un district de la province de Nghệ An dans la côte centrale du Nord au Viêt Nam. 

## Géographie
La superficie du district est de 597 km2. 
Le chef-lieu du district est Anh Sơn.